# Mindelstetten
Mindelstetten település Németországban, azon belül Bajorországban. Lakosainak száma 1837 fő (2023. december 31.). Mindelstetten Pförring, Oberdolling, Altmannstein és Kösching községekkel határos.

## Népesség
A település népessége az elmúlt években az alábbi módon változott:
| Lakosok száma | 339  | 639  | 1273 | 1619 | 1648 | 1652 | 1728 | 1718 | 1794 | 1837 |
|               | 1875 | 1950 | 1970 | 2011 | 2013 | 2014 | 2016 | 2019 | 2021 | 2023 |